# Live at Ethell's
| Recensione | Giudizio |
| ---------- | -------- |
| AllMusic   | [ 1 ]    |

Live at Ethell's è un CD a nome della Clifford Jordan Quartet, pubblicato dall'etichetta discografica Mapleshade Productions Records nel 1990.

## Tracce
1. Cal Massey – 6:03 (Stanley Cowell)
2. Summer Serenade – 10:07 (Benny Carter)
3. Lush Life – 9:20 (Billy Strayhorn)
4. 'Round Midnight – 8:56 (Thelonious Monk, Cootie Williams, Bernie Hanighen)
5. Blues in Advance – 6:50 (Clifford Jordan)
6. Little Boy for so Long...Little Boy, But Not for Long – 10:07 (Clifford Jordan)
7. Arapaho – 9:50 (Clifford Jordan, Barry Harris)
8. Don't Get Around Much Anymore – 7:10 (Bob Russell, Duke Ellington)

## Musicisti
- Clifford Jordan - sassofono tenore
- Kevin O'Connell - pianoforte
- Ed Howard - contrabbasso
- Vernel Fournier - batteria

Note aggiuntive
- Clifford Jordan e Pierre M. Sprey - produttori
- Registrato dal vivo il 16-18 ottobre 1987 al Ethell's di Baltimora, Maryland
- Pierre M. Sprey - ingegnere delle registrazioni
- Bob Katz - masterizzazione digitale (Digital Domain, NYC)
- Claudia Polley - produttore esecutivo
- Lynn Springer - design[2]